# Christian Siegfried Gruner
Christian Siegfried Gruner (* 2. Juli 1774 in Osnabrück; † 9. August 1855 in Gretesch bei Osnabrück) war ein Überseekaufmann und Papierfabrikant.

## Familie
Siegfried Gruner war ein Sohn von Christian Gruner (1732–1787), Dr. iur., Vizekanzleidirektor und Konsistorialrat in Osnabrück, und dessen Ehefrau Wilhelmine Baumeister (1752–1831), Tochter von Siegfried Ulrich Baumeister (1695–1770), Senator in Hildesheim. Das Paar hatte zwölf Kinder, darunter: Georg Gruner (1772–1841), Dr. iur., Oberappellationsrat in Celle, Friedrich Andreas Gruner (1773–1825), Prediger und Konsistorialrat, Justus von Gruner (1777–1820), deutscher Staatsmann, und August Wilhelm Gruner (1778–1859), Überseekaufmann und Reeder.
Siegfried Gruner heiratete am 10. Januar 1804 Agnes Louise Prasse (1781–1823), in zweiter Ehe am 20. Januar 1825 Elisabeth Thorbeke (1795–1828) und in dritter Ehe am 29. Dezember 1829 Auguste Augsprung (1785–1859). Aus erster Ehe stammen 8 Kinder. Aus der zweiten Ehe stammt Siegfried (* 24. Juni 1924), der die Papierfabrik letztlich weiterführt.

## Leben
Gruner suchte nach einer in Bremen absolvierten Kaufmannslehre sein Fortkommen zunächst auf der damals dänischen Karibikinsel St. Thomas, die sich aufgrund ihrer günstigen Lage zu einem bedeutenden Handelsplatz entwickelte. Um 1803/1807 kehrte Gruner als reicher Mann in seine Heimatstadt zurück, ersteigerte hier im Jahre 1808 die Graue Walkmühle zu Burg Gretesch, baute die Anlage in den folgenden Jahren zu einer Papiermühle um und nahm 1812 die Papierproduktion auf. Das prosperierende Unternehmen wurde 1894 von dem Dürener Fabrikanten Felix Schoeller übernommen und besteht heute noch (Felix Schoeller (Unternehmen)). Seit 1823 war Gruner Landrat der Kurie der freien Gutsbesitzer. Sein gleichnamiger Sohn aus zweiter Ehe übernahm die Firma. Seine Grabstelle befindet sich auf dem evangelischen Friedhof in Belm.